# جاكسون بيس
جاكسون بيس هو ممثل أمريكي ولد في 19 فبراير 1999.

## وصلات خارجية
- جاكسون بيس على موقع IMDb (الإنجليزية)
- جاكسون بيس على موقع قاعدة بيانات الفيلم (الإنجليزية)